# 稀花槭
稀花槭（学名：[Acer pauciflorum] 错误：{{Lang}}：文本有斜体标记（帮助））为槭树科槭属下的一个种。

## 扩展阅读
- 維基物種上的相關：稀花槭